# Дистимија
Дистимија спада у групу поремећаја емоција и представља блажи облик депресије. Најчешће започиње неприметно у касном детињству и адолесценцији, али се може јавити и касније. Три пута је чешћа код жена него код мушкараца.

## Клиничка слика
Дистимија у преводу значи „лоше расположење“ и тај термин добро објашњава субјективне и објективне знакове болести. Главни симптом је депресивно расположење које се карактерише тугом, нелагодношћу, нерасположењем и губитком интересовања за уобичајене активности, уз самопотцењивање, потешкоће у доношењу одлука и осећај безнадежности. Особа која пати од дистимије има изражену неспособност да осећа задовољство због догађаја или подстицаја због којих је раније осећала задовољство. Људи са дистимијом су обично нервозни, самокритични, преокупирани догађајима из прошлости, разочарењима или личним неуспесима. Током времена се људи са дистимијом повуку из друштвеног живота и изолују. То се дешава због њихове немогућности да уживају или пружају задовољства током социјалних контаката. 
Болесници са дистимијом могу бити нихилистички расположени, са низом захтева и жалби. Они могу бити врло напети и ригидни, беспомоћни и песимистични. Могу постојати промене у вегетативним функцијама. Мења се начин спавања, долази до губитка апетита и енергије. Опште незадовољство својим животом понекад покушавају отклонити конзумирањем алкохола или узимањем дрога. 
Што се тиче тока болести, он може бити различит. Примарна дистимија раног почетка понекад може бити тако хронична да болесник прихвата симптоме као део свакодневног живота. Понекад се дистимија може развити у прави велики депресивни поремећај, а постоји могућност да се касније развију хипоманичне епизоде или биполарни поремећај. Највећи ризик тог поремећаја представља покушај самоубиства. Док депресивни поремећај карактерише епизодични ток, ток дистимије је више хроничан и дуготрајан. Код раног појављивања дистимије болесници често своје симптоме прихватају као начин живота, а психијатру се обраћају тек кад постану дисфункционални на породичном и пословном плану.

## Лечење
Лечење се спроводи у већини случајева амбулантно, а у терапији прво место заузимају антидепресиви уз психотерапију.